# Frebécourt
Frebécourt ist eine französische Gemeinde mit 352 Einwohnern (Stand 1. Januar 2022) im Département Vosges in der Region Grand Est (bis 2015 Lothringen). Sie gehört zum Arrondissement Neufchâteau und zum Kanton Neufchâteau.

## Bevölkerungsentwicklung
| Jahr      | 1962 | 1968 | 1975 | 1982 | 1990 | 1999 | 2008 | 2019 |
| Einwohner | 257  | 293  | 270  | 287  | 318  | 334  | 305  | 335  |

## Sehenswürdigkeiten
- Burg Bourlémont (ab 1242, Monument historique)
- Kirche Sainte-Colombe
- Alte Brücke über die Maas

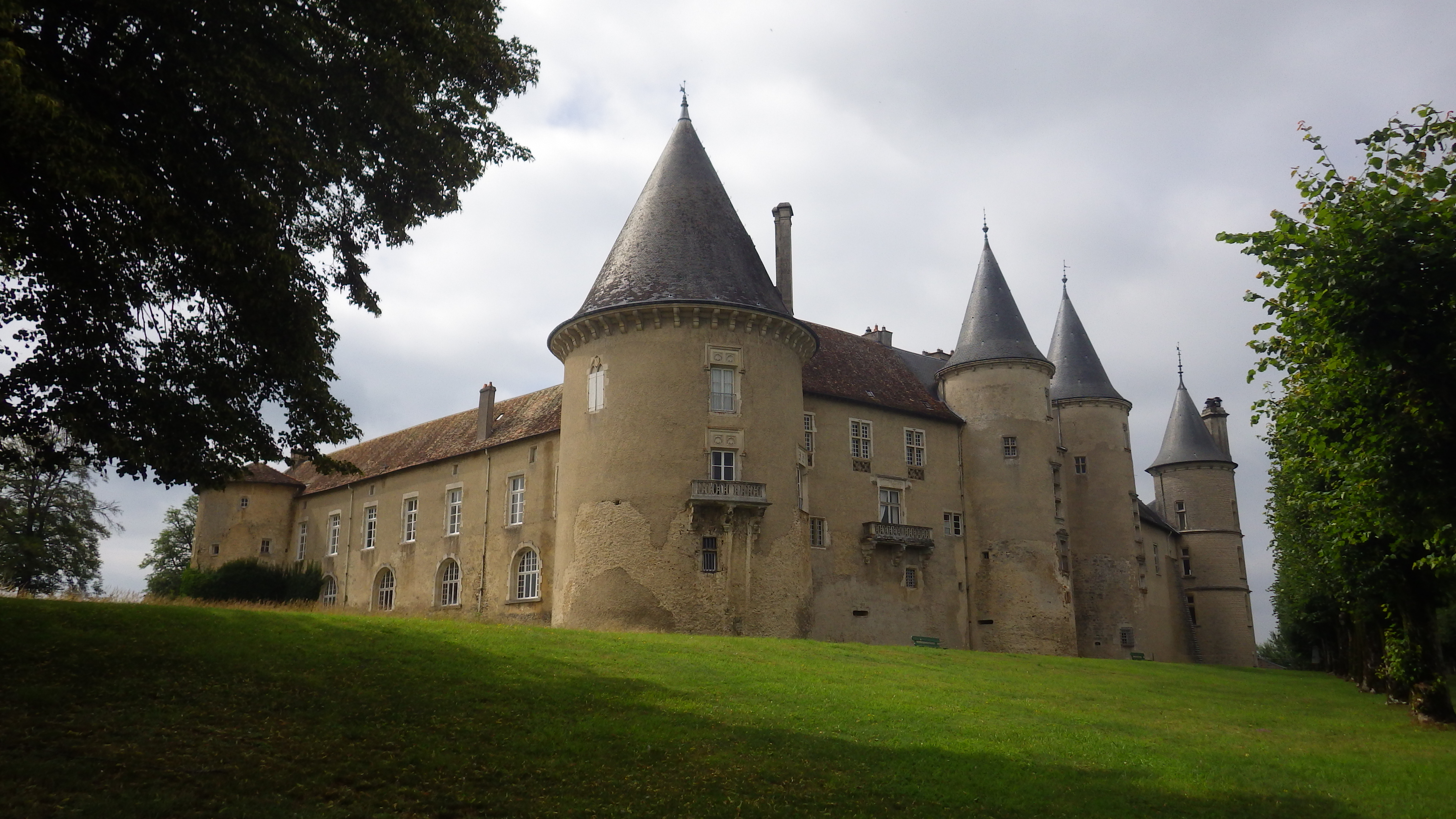
Burg Bourlémont
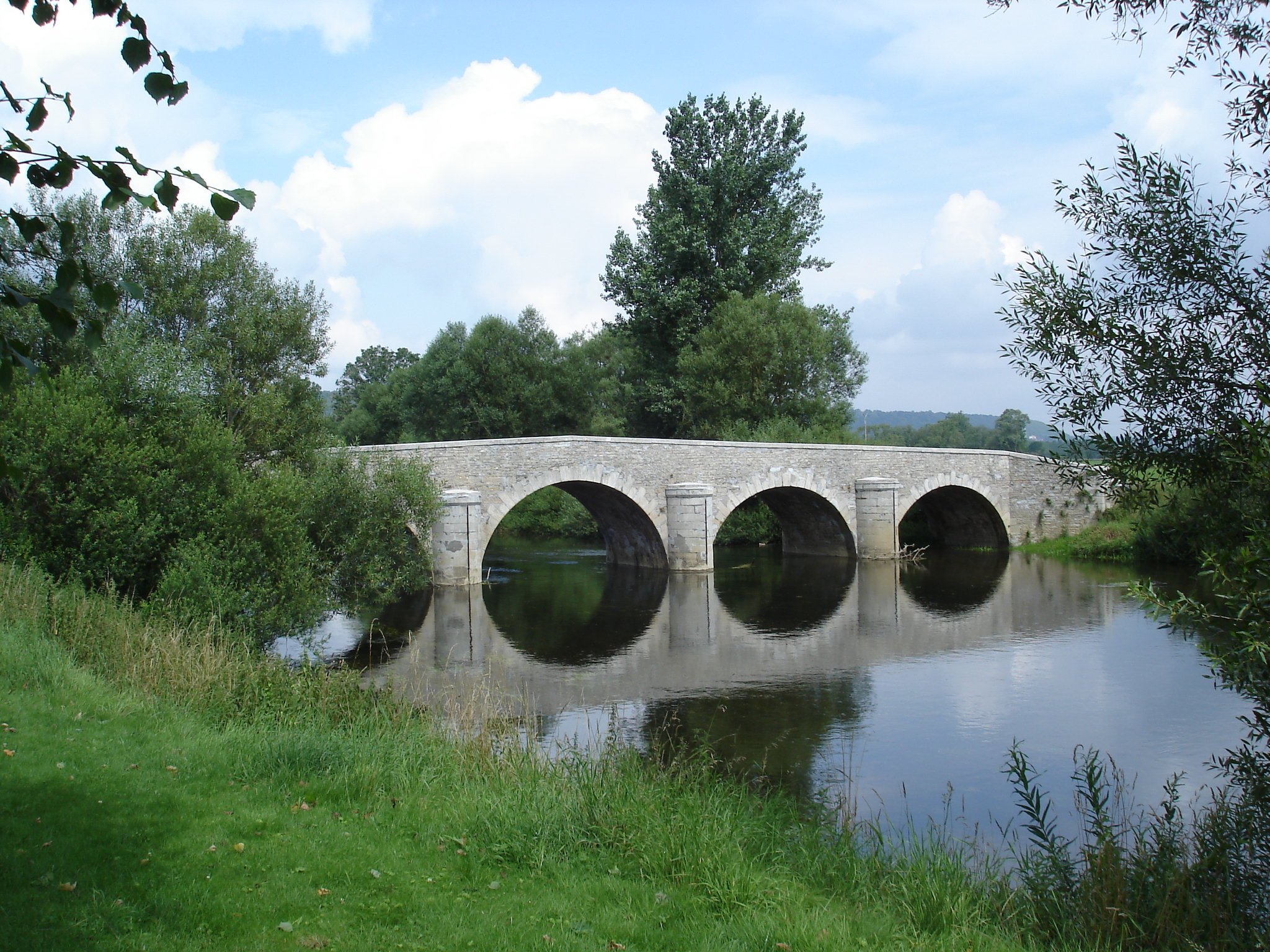
Historische Maas-Brücke bei Frebécourt
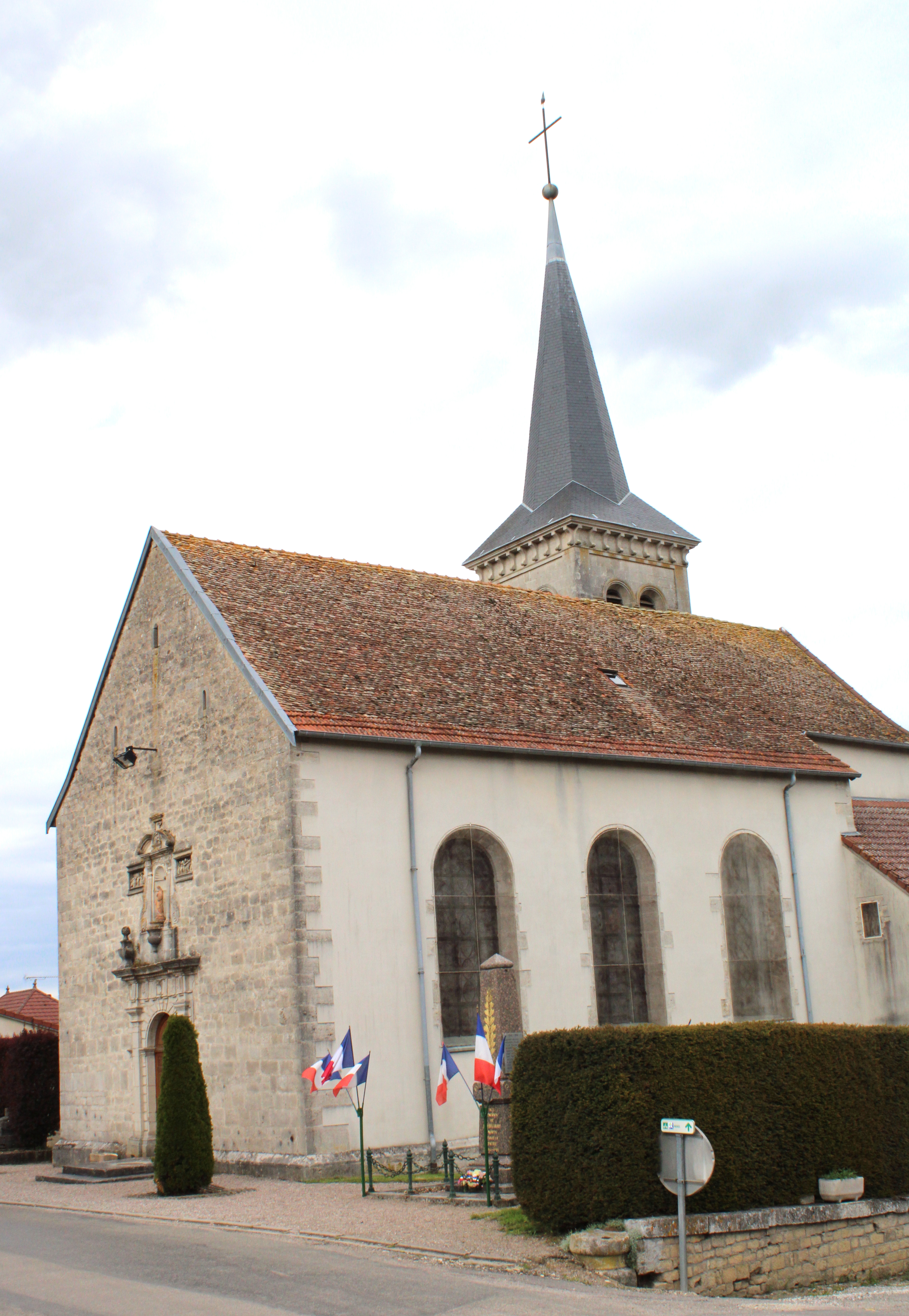
Kirche Sainte-Colombe
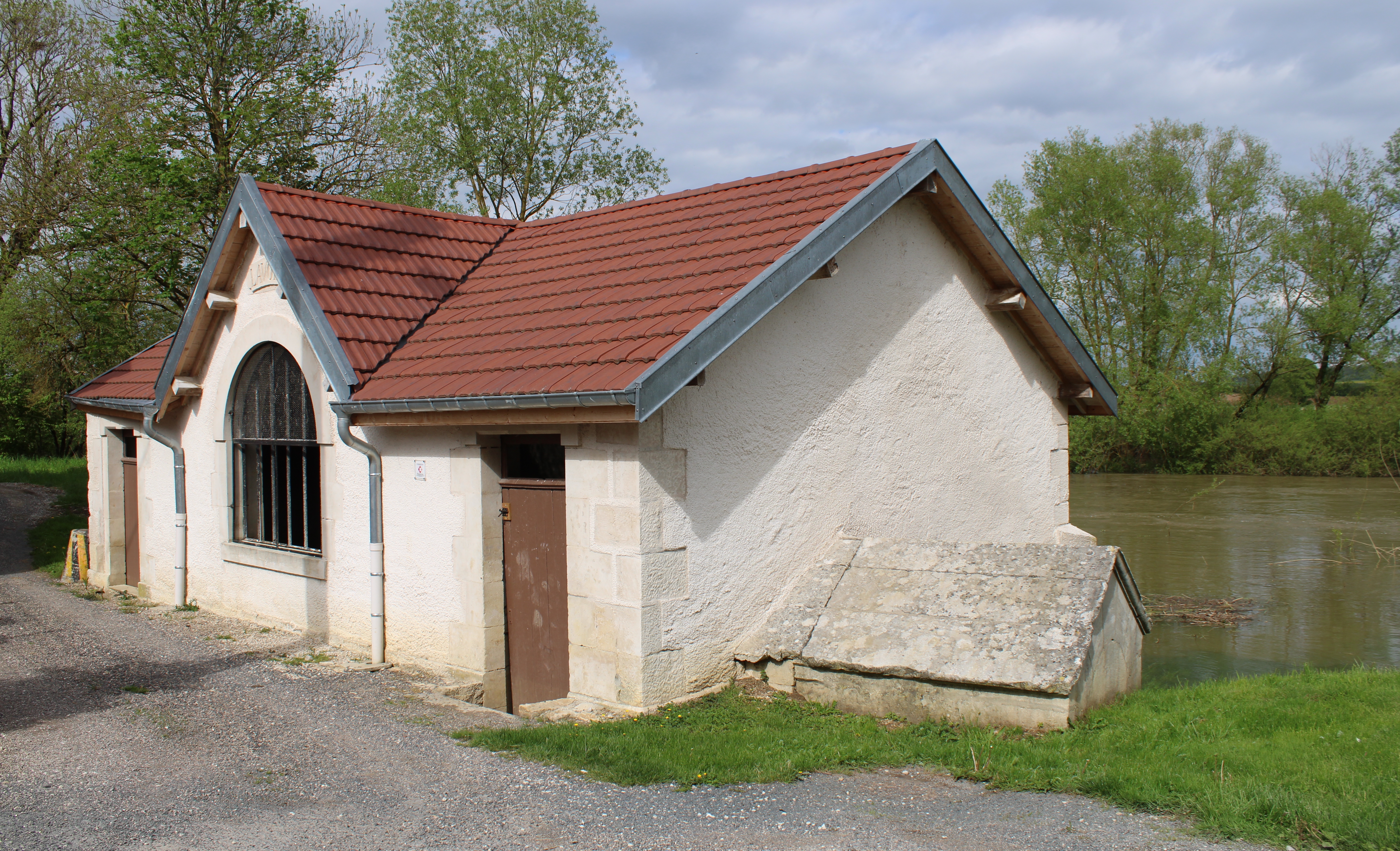
Ehemaliges Waschhaus